# Price Tower

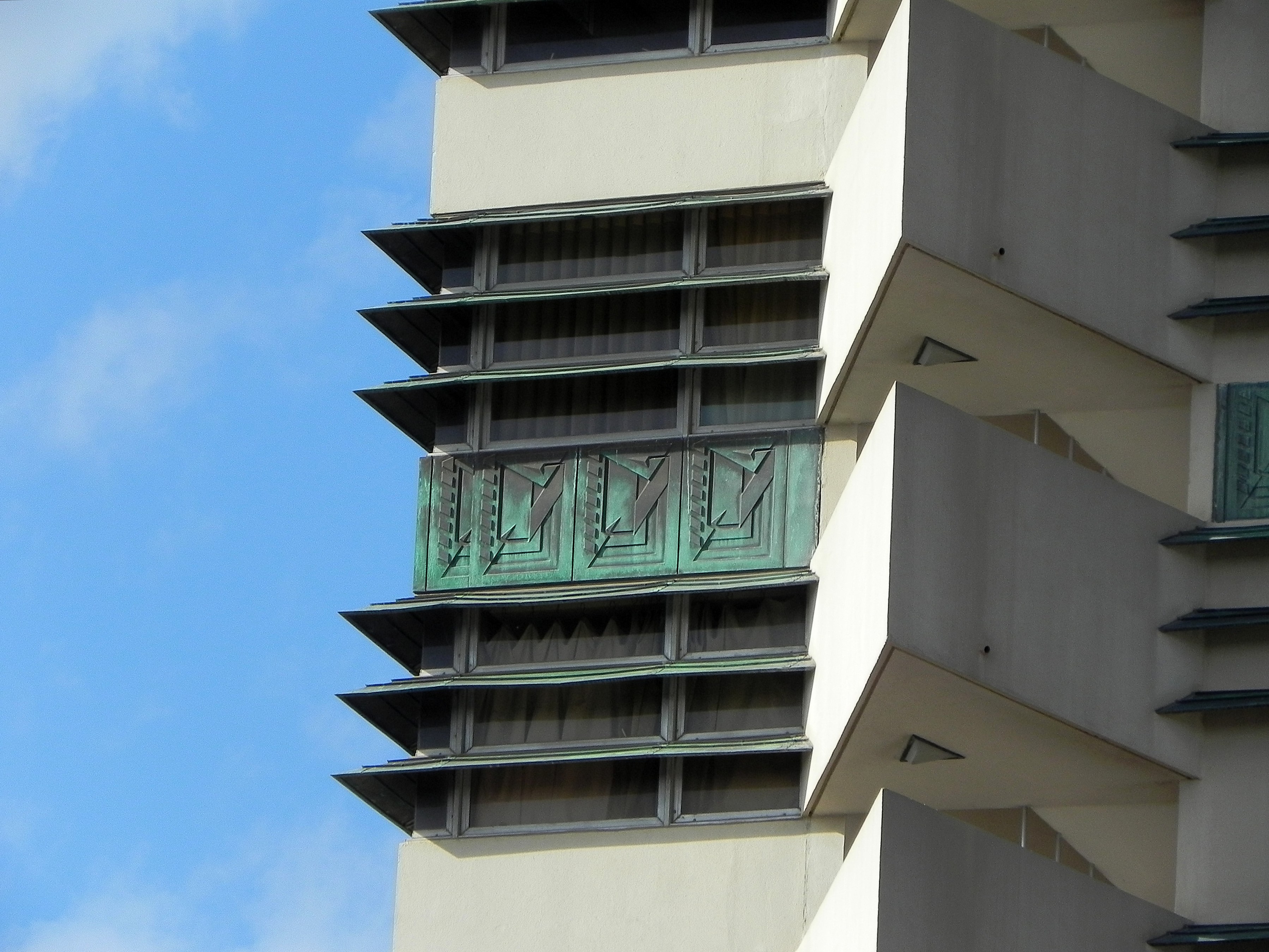
Detail van de gevel

De Price Tower is een wolkenkrabber in de Amerikaanse stad Bartlesville (Oklahoma), gebouwd in 1956 en ontworpen door Frank Lloyd Wright in modernistische stijl.
Oorspronkelijk was het gebouw in gebruik als hoofdkantoor van het bedrijf van Harold Price. Later zou het gebruikt worden door Phillips Petroleum Company. Sinds 2000 heeft het gebouw een meerdere functies tegelijk. Zo zijn er appartementen, kantoren, een hotel en een museum in gevestigd. Sinds 2007 is het een National Historic Landmark.